# ثریا آقایی
ثریا آقایی (متولد ۸ بهمن ۱۳۷۴ در تبریز) ورزشکار رشته بدمینتون اهل ایران است. او اولین بانوی بدمینتون ایران است که موفق به کسب سهمیهٔ المپیک شده است.

## زندگی حرفه ای
آقایی بدمینتون را از نه سالگی آغاز کرده و حضور در بازی‌های آسیایی اینچئون (۲۰۱۴) و جاکارتا (۲۰۱۸) را در کارنامه دارد.
او به دلیل مصدومیت از حضور در بازی‌های انتخابی المپیک ۲۰۱۶ بازماند.
وی توانسته‌است سهمیه حضور در المپیک ۲۰۲۰ را به دست بیاورد و به اولین زن بدمینتون‌باز ایرانی حاضر در المپیک تبدیل شود.

## افتخارات
- مقام سوم انفرادی در مسابقات بین‌المللی قزاقستان
- مقام سوم انفرادی در مسابقات بین‌المللی مغولستان
- مقام اول دوبل و مقام سوم انفرادی در مسابقات بین‌المللی عراق

## کسب سهمیه المپیک
نایب رئیس بانوان فدراسیون بدمینتون در مورد اینکه آقایی چگونه توانست راهی المپیک شود، گفت: «ثریا در لیست ذخیره‌ها برای کسب سهمیه المپیک نفر دوم بود. بازیکن فنلاند که در لیست اصلی قرار داشت، انصراف داد بنابراین از لیست انفرادی خارج شد. در لیست ذخیره، نماینده مصر بالاتر از ثریا قرار داشت که او در میکس و دوبل سهمیه قاره آفریقا را گرفته بود و طبق مقررات هر بازیکن فقط در دو رویداد می‌تواند شرکت کند بنابراین او نیز میکس و دوبل را انتخاب کرد و از لیست انفرادی خارج شد. به این ترتیب فدراسیون جهانی بدمینتون در ایمیلی به ما اعلام کرد که ثریا آقایی توانسته‌است به المپیک توکیو راه پیدا کند.»

## المپیک ۲۰۲۰
او در رقابتهای المپیک‌توکیو در گروه Gاز مرحله مقدماتی  ابتدا بر فاطمه نبها عبدالرزاق از مالدیو با نتایج۲۱،۱۴ و ۲۱،۷ پیروزشد تا نخستین پیروزی بدمینتون ایران‌در المپیک را رقم زند ولی در بازی بعدی برابر هه بینگجیائو از چین با نتایج ۲۱ ،۱۱و ۲۱،۳ مغلوب شد و از دور رقابتها کنار رفت.
| ورزشکار    | رویداد         | مرحله گروهی                              | مرحله گروهی                      | مرحله گروهی | حذفی       | یک‌چهارم نهایی | نیمه‌نهایی  | نهایی / م. ب | نهایی / م. ب |
| ورزشکار    | رویداد         | حریف نتیجه                               | حریف نتیجه                       | رتبه        | حریف نتیجه | حریف نتیجه    | حریف نتیجه | حریف نتیجه   | رتبه         |
| ---------- | -------------- | ---------------------------------------- | -------------------------------- | ----------- | ---------- | ------------- | ---------- | ------------ | ------------ |
| ثریا آقایی | انفرادی بانوان | ف.ن. عبدالرزاق (MDV) · برد (۲۱–۱۴, ۲۱–۷) | هه ب. (CHN) · شکست (۱۱–۲۱, ۳–۲۱) | ۲           | راه نیافت  | راه نیافت     | راه نیافت  | راه نیافت    | راه نیافت    |

## بازی های آسیایی
|      | ورزشکار    | Event          | Round of 64 | Round of 32                   | Round of 16                       | Quarterfinal | Semifinal  | Final      |
| ---- | ---------- | -------------- | ----------- | ----------------------------- | --------------------------------- | ------------ | ---------- | ---------- |
| ۲۰۱۴ | ثریا آقایی | انفرادی بانوان | استراحت     | خولانگو (MGL)W 2–0 21–3, 21–5 | ساینا نهوال (IND)L 0–2 7–21, 6–21 | راه نیافت.   | راه نیافت. | راه نیافت. |

|      | ورزشکار    | Event          | Round of 64 | Round of 32                           | Round of 16 | Quarterfinal | Semifinal | Final     |
| ---- | ---------- | -------------- | ----------- | ------------------------------------- | ----------- | ------------ | --------- | --------- |
| ۲۰۱۸ | ثریا آقایی | انفرادی بانوان | استراحت     | ساینا نهوال (IND)باخت ۰-۲ ۲۱-۹ ، ۲۱-۹ | راه نیافت   | راه نیافت    | راه نیافت | راه نیافت |